# 下道郡
下道郡是過去位於岡山縣南部的一郡，已於1900年4月1日與賀陽郡合併為吉備郡。
過去的範圍包括現在的總社市南部地區和倉敷市北部地區。

## 歷史
最初川上郡也是屬於下道郡的一部分，約在奈良時代後期到平安時代之間，下道郡的北部被劃出設為川上郡。

### 沿革
- 1889年6月1日：實施町村制，下道郡下設：新本村、山田村、久代村、下倉村、水內村、秦村、神在村、穗井田村、岡田村、川邊村、薗村、二萬村、吳妹村、箭田村。（14村）
- 1900年4月1日：下道郡和賀陽郡合併為吉備郡。